# Rejestr publiczny
Rejestr publiczny – rejestr, ewidencja, wykaz, lista, spis albo inna forma ewidencji, służąca do realizacji zadań publicznych, prowadzona przez podmiot publiczny na podstawie odrębnych przepisów ustawowych (definicja pojęcia na podstawie ustawy o informatyzacji podmiotów realizujących zadania publiczne z 17 lutego 2005 r. (Dz.U. z 2023 r. poz. 57). Wykaz rejestrów (w tym publicznych) był prowadzony w Krajowej Ewidencji Systemów Teleinformatycznych i Rejestrów Publicznych, którą do 17 czerwca 2010 r. prowadził Departament Informatyzacji MSWiA. Ustawa z dnia 12 lutego 2010 r. o zmianie ustawy o informatyzacji działalności podmiotów realizujących zadania publiczne oraz niektórych innych ustaw (Dz.U. z 2010 r. nr 40, poz. 230) z dniem 17 czerwca 2010 r. uchyliła obowiązek prowadzenia Krajowej Ewidencji Systemów Teleinformatycznych i Rejestrów Publicznych.
Rejestr publiczny, według prof. Tomasza Staweckiego jest zbiorem informacji o osobach, rzeczach lub prawach i posiada następujące cechy:
- utworzony na podstawie przepisów prawa (przepisy przynajmniej przewidują jego utworzenie),
- prowadzony przez organ rejestrowy o charakterze publicznym,
- przyjęcie, utrwalenie a następnie ujawnienie określonych w nim informacji co do zasady w drodze decyzji,
- prowadzenie rejestru i ujawnianie zawartych w nim danych rodzi skutki prawne zarówno dla osoby, której wpis dotyczy, jak i dla organu,
- jest jawny.

Sposób, zakres i tryb udostępniania danych zgromadzonych w rejestrze publicznym określa rozporządzenie Rady Ministrów z dnia 27 września 2005 r. (Dz.U. z 2005 r. nr 205, poz. 1692).
Prof. Józef Oleński – były Prezes GUS w prezentacji z 11.03.2009 r. pt. „Rejestr publiczny, jako podstawa ładu informacyjnego państwa” stawia tezę, że w spójnym systemie rejestrów i ewidencji administracyjnych, rejestr jest systemem referencyjnym dla ewidencji oraz że pomiędzy rejestrem a ewidencją zachodzą związki przedstawione w tabeli: 
|                    | Rejestr                        | Ewidencja                                                       |
| ------------------ | ------------------------------ | --------------------------------------------------------------- |
| Podstawowe funkcje | - Stanowiąca - Identyfikacyjna | - Obsługa procedur - Informacyjna                               |
| Podstawa prawna    | - Ustawa                       | - Rozporządzenia na podstawie delegacji ustawowej - Zarządzenia |